# Minnestavla

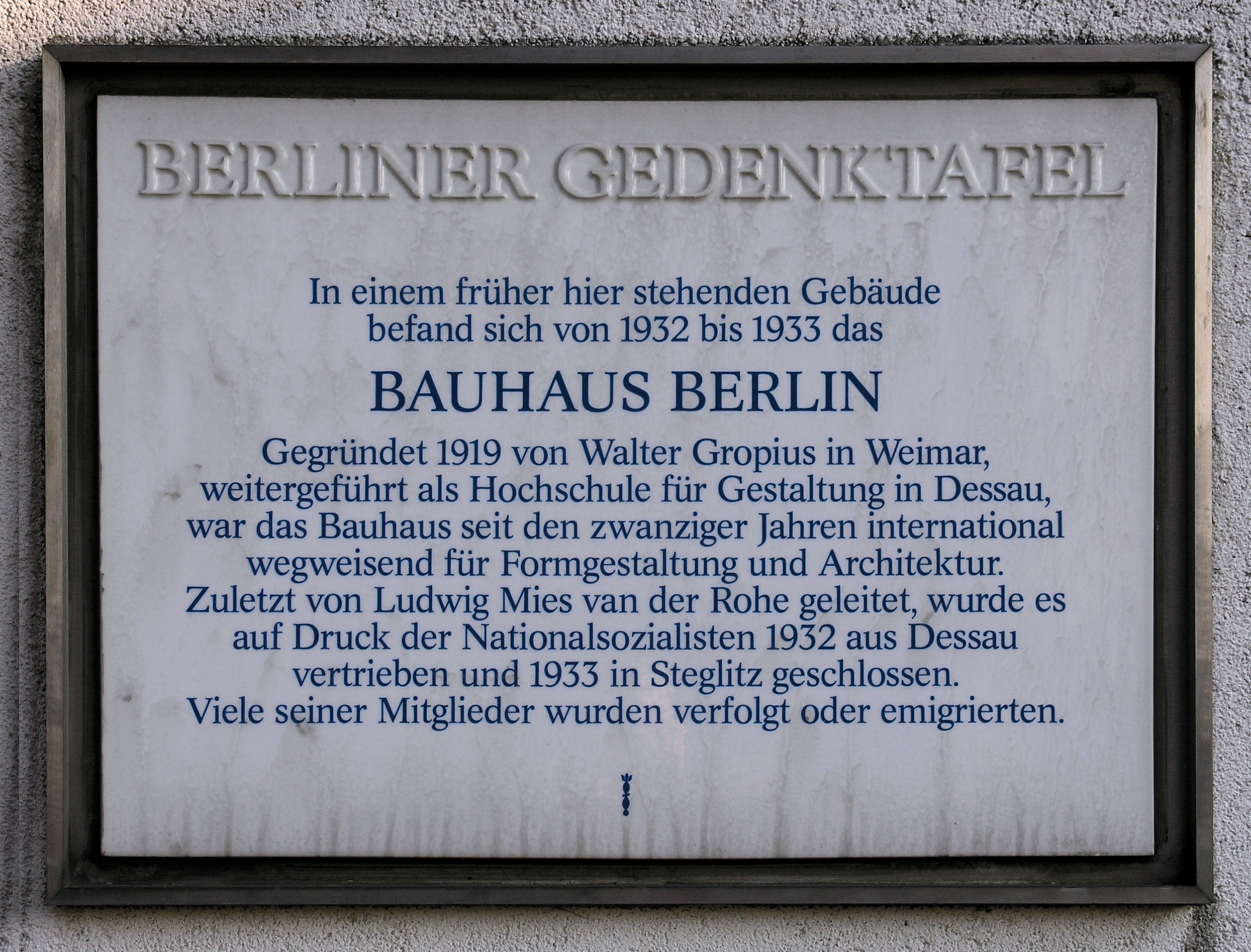
En minnestavla över Bauhaus vid Birkbuschstr 49 i Berlin.

Minnestavla på huset i Ystad där skådespelerskan Anna Q. Nilsson föddes.

Minnestavla är en tavla som ska påminna eller informera om en minnesvärd händelse.

## Offentliga minnestavlor
En offentlig minnestavla är en tavla med inskription om historisk eller på annat sätt intressant händelse eller epok, ofta försedd med namn på den eller dem tavlan tillägnas och/eller de som står för denna tillägnan. Dessa är ofta uppsatta på in- eller utvändig vägg till lokal som besöks av allmänheten, såsom kyrkor, äldre byggnader etcetera.

## Privata minnestavlor
På landsbygden i vissa delar av Sverige från 1700-talets slut till sent 1800-tal förekom minnestavlor i hemmen. Dessa lät man tillverka i samband med olika bemärkelsedagar i familjen. Det var handgjorda bilder som kunder bestå av enkla teckningar, dikter och namn i samband med bröllop, födelsedagar, namnsdagar eller för att hedra minnet av någon bortgången.
Orden minnestavla,  bröllopstavla, födelsedagstavla, namnsdagstavla och begravningstavla är alla moderna benämningar. Allmogen i Sydsverige använde istället ord som brudskrift, brudönskan eller bröllopsstycke för det som vi idag kallar bröllopstavla. Begravningstavlorna talade man om som likbrev, sorgebrev eller döingastycke.

## Snubbelstenar
En speciell typ av minnestavlor är de många (över 100 000 i juni 2023) så kallade "snubbelstenar" (ty: Stolpersteine) som runtom i Europa utplacerats vid den sista kända bostaden för offer för Förintelsen. Minnestavlan består av en metallplatta som fästs vid en gatsten. Metallplattan har en mycket kortfattad text med offrets namn, födelseår och slutligt öde.